# 小田垣孝
小田垣 孝（おだがき たかし、1945年 - ）は、日本の物理学者。九州大学名誉教授。前東京電機大学理工学部教授。科学教育総合研究所株式会社代表取締役。専門は物性理論、統計力学、不規則系の物理学、社会物理学 (英語版)。
2020年5月6日 新型コロナウイルスに関して、パンデミック感染を抑制するには、検査と隔離が重要であることを理論的に示した。パンデミックの拡大防止のためには、新規感染者が出ないようにすることと隔離によって市中の感染者を速く減らすことが大切であり、経済活動と感染拡大防止の両立の「かぎ」は、行動自粛によって感染者の増加をできるだけ低くし、かつ効率的なPCR検査によって市中感染者を隔離することが重要であることを定量的に示した。

## 略歴
- 1968年 京都大学理学部卒
- 1975年 理学博士の学位を取得、学位論文の題は「浸透理論を用いた協力現象の研究」
- 1979年 ニューヨーク市立大学物理学科研究員
- 1982年 ブランダイス大学物理学科助教授
- 1989年 京都工芸繊維大学工芸学部教授
- 1993年 九州大学理学部教授
- 1999年 九州大学大学院理学研究科教授
- 2000年 九州大学大学院理学研究院教授
- 2002年 九州大学理学部長・理学府長・理学研究院長（2006年まで）
- 2009年 東京電機大学理工学部教授
- 2016年 科学教育総合研究所株式会社代表取締役

## 著書・訳書
- 社会物理学、小田垣孝（著）、佐野幸恵（著）、山崎義弘（著）、山本健（著）
- 現代の物性物理学、M.コーエン（著）、S.ルイ（著）、小田垣孝（訳）、吉留崇（訳）、大久保毅（訳）
- つながりの物理学
- エッセンシャル統計力学
- 自然をみる目を育てる電磁気学の初歩
- 自然をみる目を育てる力学の初歩
- 統計力学
- パーコレーションの基本原理 、D. スタウファー（著）、A. アハロニー（著）、小田垣孝（訳）
- つながりの科学―パーコレーション
- 基礎科学のための数学的手法
- 熱力学および統計物理入門、〈上・下〉、H.B. キャレン（著）、 小田垣孝（訳）
- 非線形ファイバー光学、G.P.アグラワール（著）、小田垣孝（訳）、 山田興一（訳）
- パーコレーションの科学
- 浸透理論の基礎、D. スタウファー（著）、小田垣孝（訳）
- 熱力学、H.B.キャレン（著）、山本常信（訳)、小田垣孝(訳)